# マルレーン・ゴリス

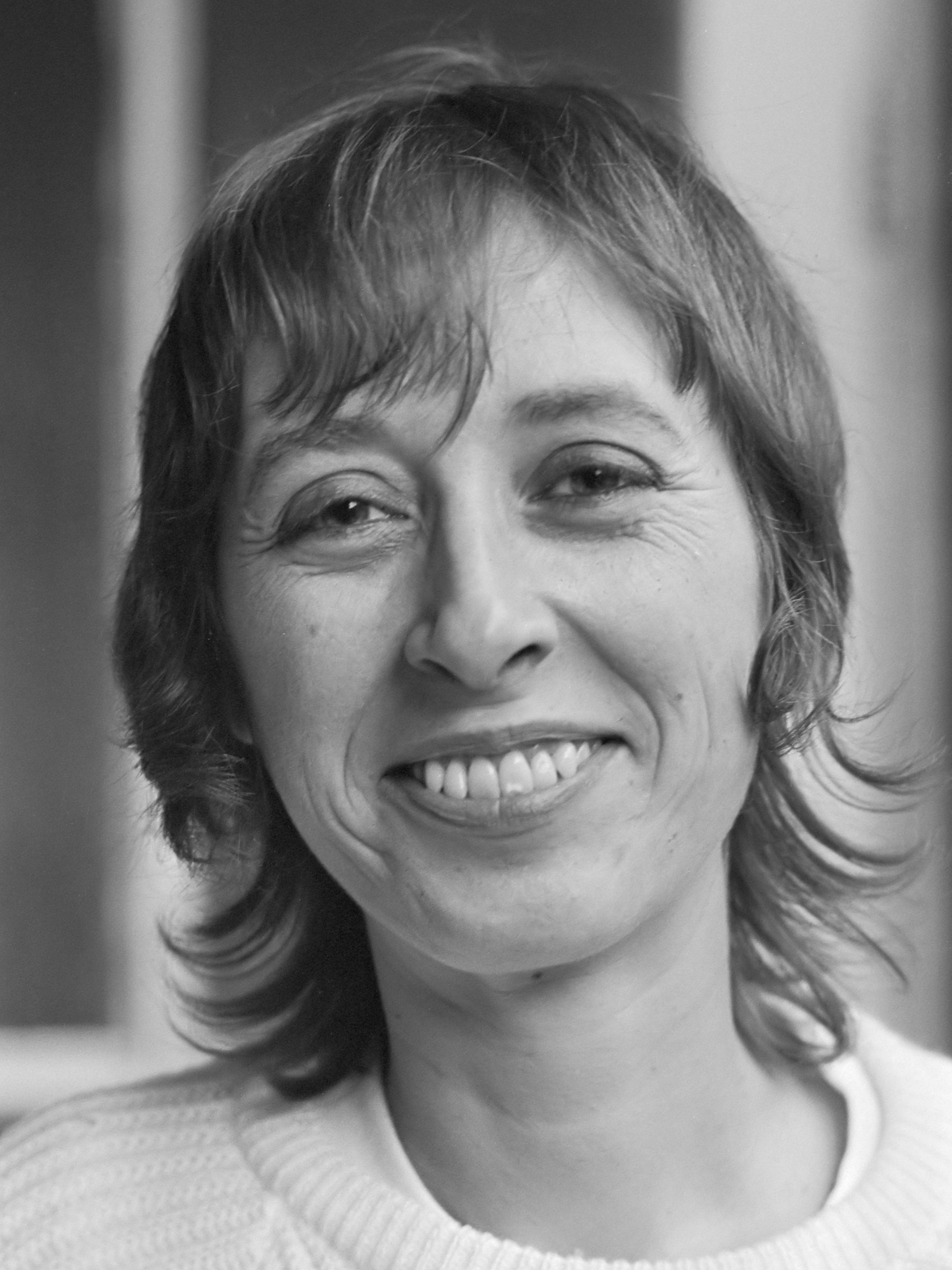
1992年撮影

マルレーン・ゴリス（Marleen Gorris, 1948年12月9日 - ）は、オランダ・リンブルフ州のルールモント出身の映画監督。

## 来歴
アムステルダム大学で学んだ。
1995年の「アントニア」でアカデミー外国語映画賞を受賞。

## 主な監督作品
- アントニア Antonia (1995)
- ダロウェイ夫人 Mrs. Dalloway (1997)
- 愛のエチュード The Luzhin Defence (2000)